# St. Martin (Worb)

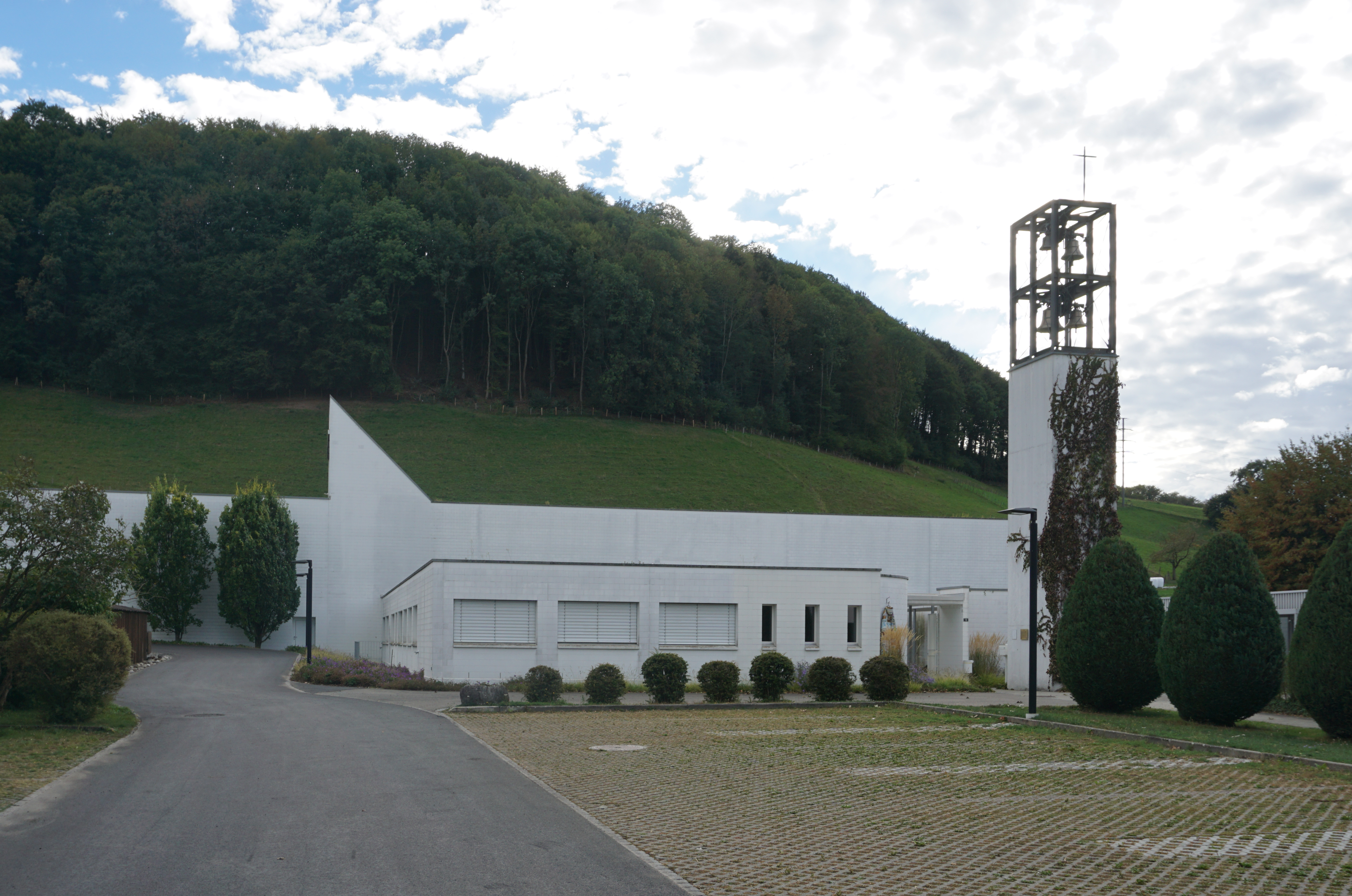
Die Kirche St. Martin Worb

Die Kirche  St. Martin in Worb ist die Pfarrkirche der römisch-katholischen Pfarrei St. Martin. Die Pfarrei entstand 1998 gleichzeitig mit dem Bau der neuen Kirche und umfasst das Gebiet der Einwohnergemeinden Worb und Vechigen. Der Neubau ersetzt die 1953 dort gebaute Holzkirche.

## Geschichte und Pfarreistruktur
Die in der Umgebung von Worb zugewanderten Katholiken wurden 1942 der neu entstandenen Pfarrei Guthirt von Ostermundigen zugeteilt. Einen ersten Gottesdienst feierten sie 1943 im Singsaal des Schulhauses. Der 1946 gegründete Katholische Familienverein sorgte für den Zusammenhalt der Mitglieder und war ihre Ansprechorganisation gegenüber Behörden. Wegen der stetig anwachsenden Zahl der Katholiken beschloss die Versammlung der Gesamtkirchgemeinde Bern und Umgebung am 28. Oktober 1952, gleichzeitig mit dem Bau der Kirche Bruder Klaus in Bern auch in Worb eine Kapelle zu errichten. Am 12. Juli 1953 weihte der Bischof von Basel Franziskus von Streng die neue Martinskirche ein. 1979 wurde in Worb durch Bischof Anton Hänggi das zu Guthirt Ostermundigen gehörige Pfarr-Rektorat errichtet. Dem ersten Pfarrer Alois Zehnder folgte 1980 bis 1997 Pater Mijo Rogina. Mit dem Bau der neuen Kirche wurde St. Martin Worb zur eigenständigen Pfarrei und Luisa Heislbetz als erste Gemeindeleiterin eingesetzt. 2000 wurde die Pfarrei mit der Trennung von der Kirchgemeinde Ostermundigen zur Kirchgemeinde St. Martin Worb.

## Erste Kirche
Die Firma Jean Cron AG aus Basel mit ihrem Inhaber Rudolf Cron entwarf und erstellte die Kapelle aus weitgehend vorfabrizierten Holz-Elementen. Das langgestreckte Satteldach wurde am Ostende von drei Stützen getragen, damit war ein überdeckter Eingangsbereich freigehalten. Auf dem First über dem Altarbereich stand ein Dachreiter für das kleine Glöckchen, welches mit einem Seilzug von Hand geläutet wurde. Die Sakristei war unter dem gleichen Dach seitlich angebaut und hatte einen separaten Eingang sowie eine Türe zur Kirche. Im Zuge der Liturgiereform nach dem Konzil wurde der Altarraum neu gestaltet. Die Kirche bot Platz für bis zu 100 Personen.
1973 wurde neben der Kirche, als weiteres Provisorium, ein Pavillon mit Gemeindesaal und Unterrichtsräumen in Elementbauweise errichtet. Architekt war Luzius Maier, Worb.

## Neubau der Kirche

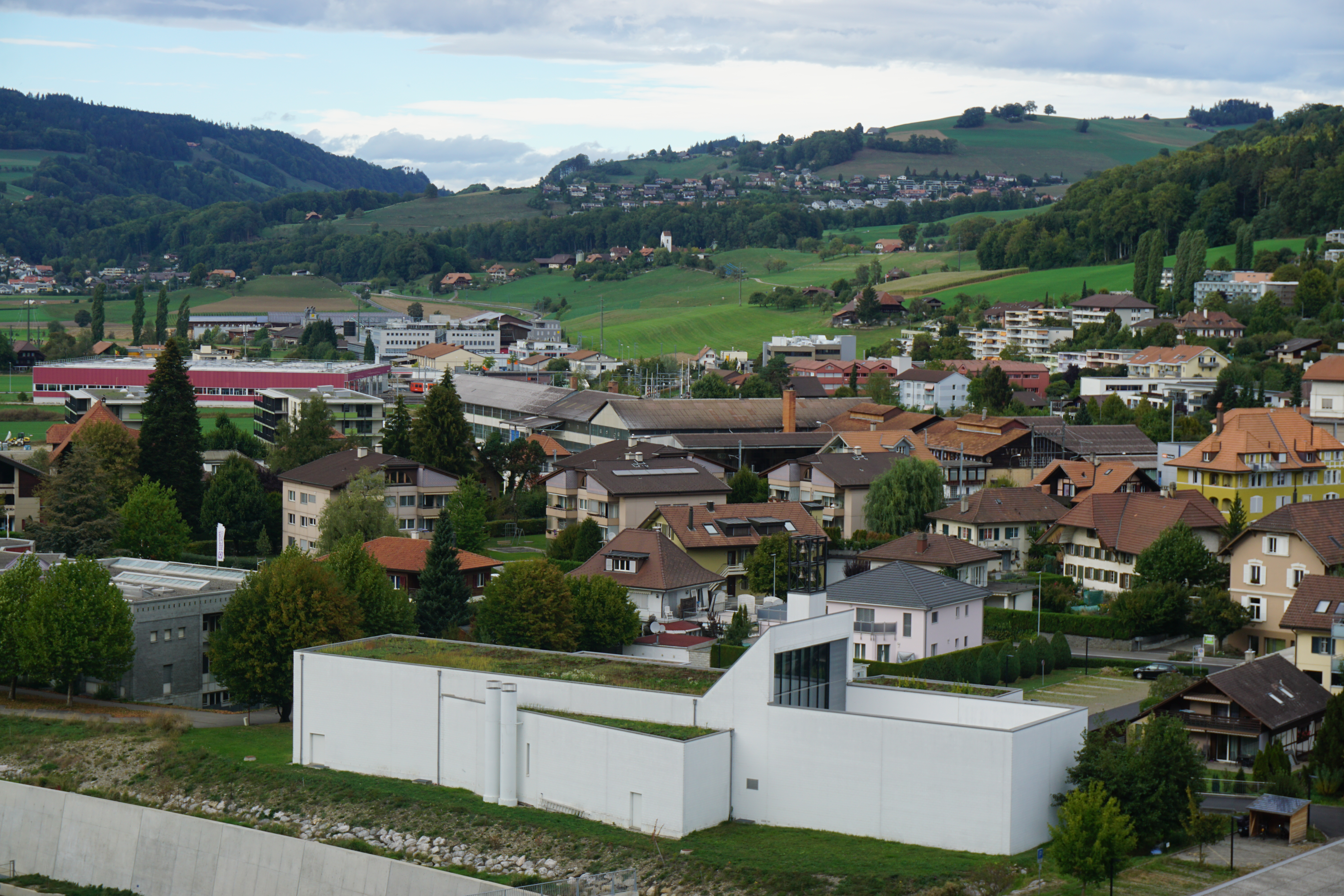
Die Kirche St. Martin vom Wislenhang aus gesehen

1985 beschloss die Gesamtkirchgemeinde den Landkauf für einen Neubau der St.-Martins-Kirche in Worb. Die Zunahme der katholischen Bevölkerung erforderte mehr Raum für die verschiedensten Bedürfnisse. Den Wettbewerb für das katholische Kirchenzentrum gewann 1989 der Luzerner Architekt Werner Hunziker mit einem Entwurf einer monumentalen, schiffähnlichen Kirche mit zusätzlichen Bauten um einen quadratischen Innenhof. Er beabsichtigte, den nahe vorbeifliessenden Worble-Bach ins Gebäude zu integrieren, was nicht durchführbar war. Das ursprüngliche Projekt mit Kosten von 24 Millionen Franken wurde auf eine abgespeckte Variante von 5,2 Millionen Franken reduziert. Die Gesamtkirchgemeinde Bern genehmigte 1995 den Baukredit, und 1997 war die Grundsteinlegung. Die feierliche Einweihung der zweiten St.-Martins-Kirche durch den Bischof von Basel Kurt Koch erfolgte am 8. November 1998.
Der gesamte Gebäudekomplex ist mit weissgestrichenen Kalksandsteinen in Sichtmauerwerk erstellt. Die eigentliche Kirche ist mit anderen Räumen im gleichen Block integriert und von aussen als solche nicht erkennbar. Der Zugang führt neben dem freistehenden Turm durch den einem Klosterkreuzgang nachempfundenen Innenhof. An drei Wänden des überdeckten Umgangs sind die ursprünglich hölzernen Kreuzwegstationen der alten Kirche als Betonabgüsse angebracht. Über den kreuzförmigen Pflasterweg gelangt man an den Büro- und Unterrichtsräumen vorbei in das Foyer. Zwei Schiebewände trennen den Vorraum von der Kirche und dem Gemeindesaal.

### Innenraum und künstlerische Ausstattung

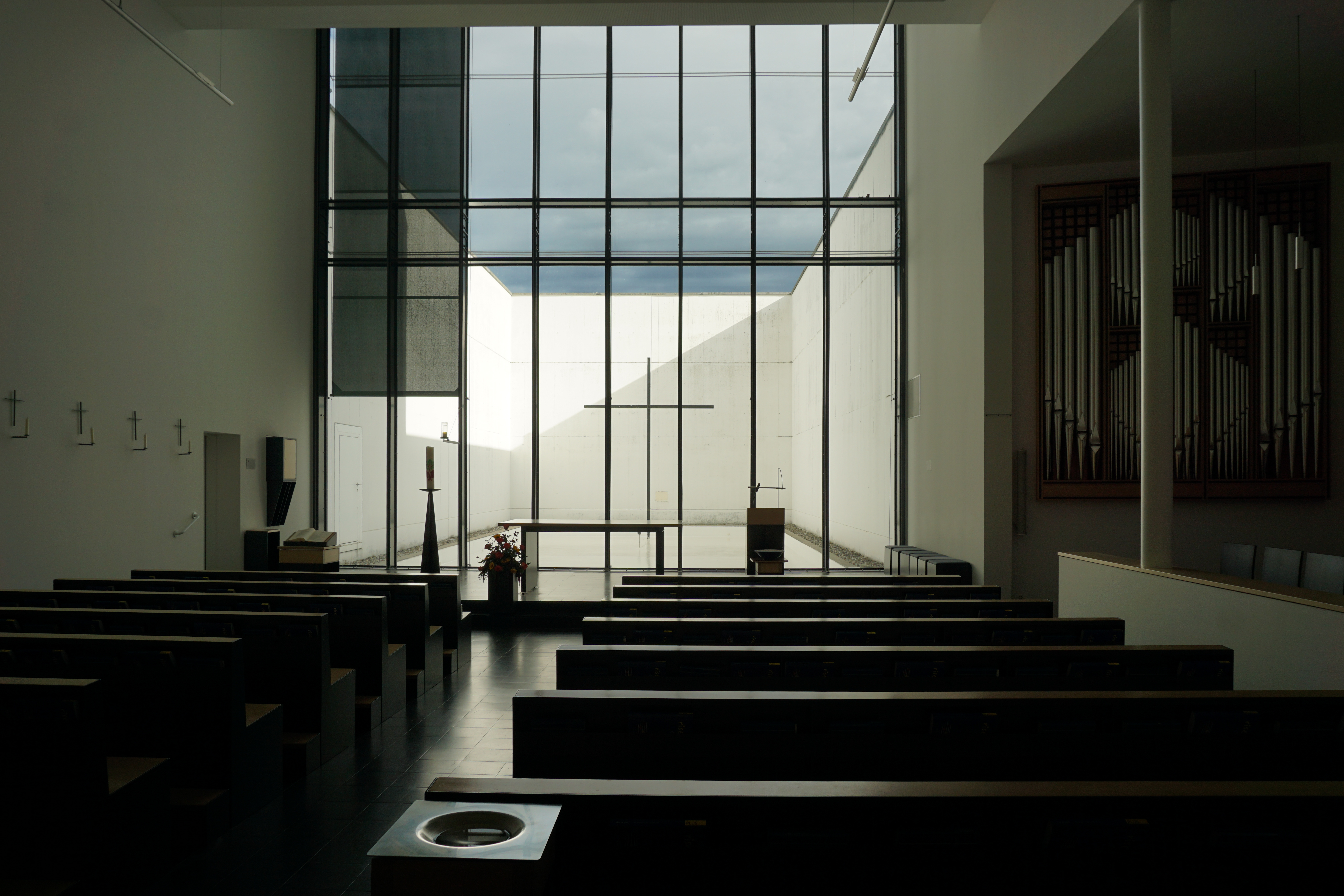
Der Kirchenraum mit dem Lichthof

Aus dem Vorraum betreten die Besucher den mit einer mobilen Wand abgeteilten Kirchenraum. Der Mittelgang zwischen den Stuhlreihen führt nach vorne zum mit zwei Stufen erhöhten Altarbereich. Anstelle eines geschlossenen Chorraums befindet sich hinter einer Glasfront ein zum Himmel offener Hof, dessen obere Begrenzung zur Kirchendecke wegen des keilförmig hochgezogenen Dachs unsichtbar bleibt. Ein Wasserbecken füllt die ganze Bodenfläche des Lichthofs aus, und ein schlichtes Kreuz steht als einziges Zeichen und Fluchtpunkt an der Frontwand. Mit dem Element Wasser bezieht sich der Architekt einerseits auf die ursprüngliche Idee mit der Einbindung des Bachs in das Konzept und andererseits sinnbildlich dem Wasser als Quell des Lebens. Die rechte Seite ist für einen keilförmigen Raum aufgebrochen. Darin haben die Orgel und der Sängerchor Platz und zusätzlich eine Andachtsnische mit der aus der alten Kirche übernommenen Marienstatue.
Bei besonderen Anlässen mit vielen Besuchern werden die Schiebewände aufgeschoben, und mit dem damit verbundenen Saal entsteht ein Raum für 300 Personen. Werner Hunziker schreibt selbst: … Im Innern erlaubt die einfache, klare Grundrissgestaltung ein hohes Mass an Flexibilität, das Erscheinungsbild ist auf das Wesentliche reduziert. Nach seiner Aussage hatte er die Inspirationsquelle für St. Martin von der Studentenkapelle in Otaniemi (Finnland) des Architektenpaars Kaija und Heikki Sirén.

### Nebengebäude
Der 2015 vom Architekturbüro Rykart AG freistehend in der westlichen Grundstücksecke gebaute Pavillon erweitert das Raumangebot. Mit seiner quadratischen Grundfläche und der senkrecht angebrachten Lamellenverkleidung betont er seine eigene Architektur und ist dennoch mit seinem weissen Anstrich als Teil des Kirchenzentrums erkennbar.

### Turm und Glocken

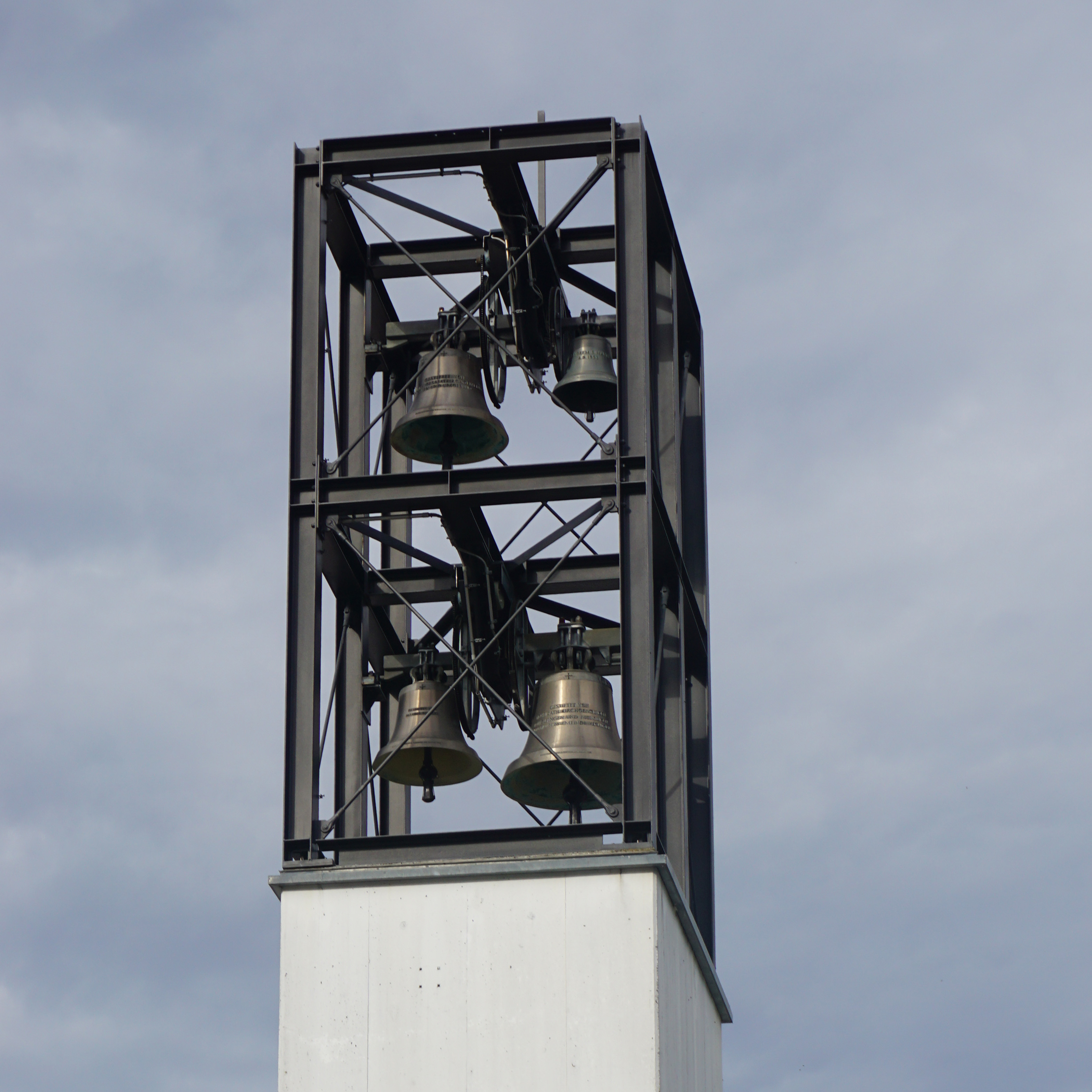
Die Glocken von St. Martin

Der aus Kostengründen im Baukonzept nicht vorgesehene Glockenturm wurde kurzfristig durch eine Spendenaktion finanziert und konnte gleichzeitig mit dem Kirchenzentrum gebaut werden.
Die kleine Glocke der Vorgängerkirche wurde ins Geläut der neuen Kirche integriert.
Zum Vollgeläute erklingen drei neue Glocken, die von Rüetschi AG Aarau gegossen und 1999 eingeweiht wurden.

### Orgel

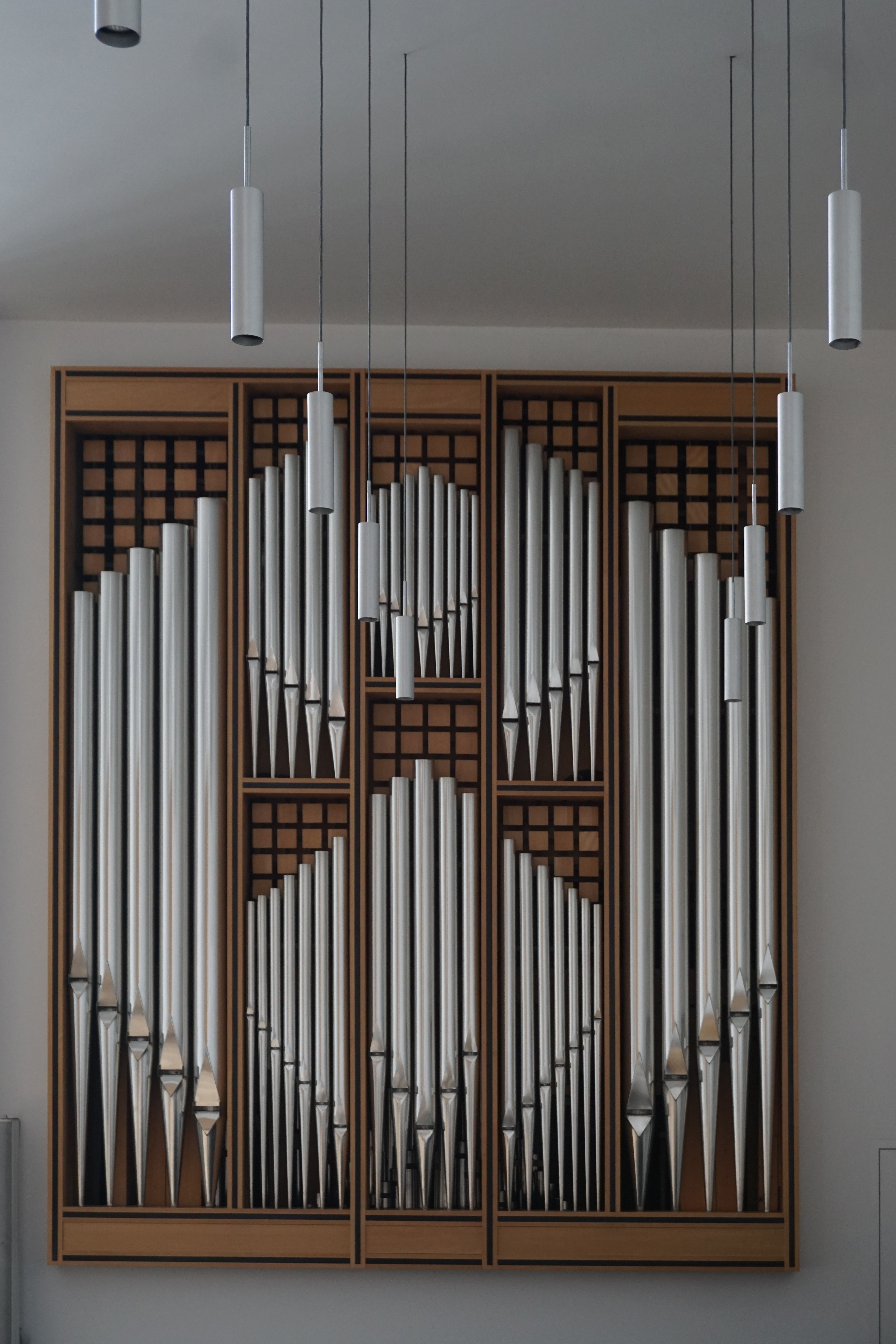
Orgelprospekt

2004 wurde die Orgel durch Orgelbau J.-D. Ayer, Ursy FR, mit 18 Registern auf 2 Manualen und Pedal gebaut. Sie hat eine elektrische Spiel- und Registertraktur und Schleifladen sowie eine Setzeranlage mit rund 8000 Kombinationen.
| I Hauptwerk C–c4 |       |
| Montre           | 8′    |
| Flûte à cheminée | 8′    |
| Prestant         | 4′    |
| Doublette        | 2′    |
| Fourniture       | 1 ⁄3′ |
| Trompette        | 8′    |

| II Schwellwerk C–c4 |        |
| Bourdon             | 8′     |
| Gambe               | 8′     |
| Voix céleste        | 8′     |
| Principal           | 4′     |
| Quinte              | 2 ⁄3′  |
| Flûte               | 2′     |
| Tierce              | 1 3⁄5′ |
| Hautbois            | 8′     |
| Tremblant           |        |

| Pedal C–g1  |     |
| Soubasse    | 16′ |
| Octavebasse | 8′  |
| Choralbasse | 4′  |
| Basson      | 8′  |

- Koppeln: II/I, II/P, I/P, II/II 16', II/II Aequallage ab, II/II 4', I/I 16', I/I Aequallage ab, I/I 4', II/I 16', II/I 4'